# Ingeryd
Ingeryd är en småort i Ölmstads socken i Jönköpings kommun, belägen mellan Ölmstad och Bunn.